# Барбалат, Павел Андреевич
Павел Андреевич Барбалат (рум. Pavel Barbalat, 29 мая 1935, Чобручи, Тираспольский район, Молдавская АССР, СССР — 11 апреля 2004, Кишинёв, Республика Молдова) — юрист, первый председатель Конституционного cуда Республики Молдова (1995—2001), преподаватель Молдавского государственного университета (Кишиневского государственного университета) и Университета европейских исследований Молдовы, кандидат на пост президента Республики Молдова (2000), основатель Союза юристов РМ (2001).

## Происхождение
Родился в крестьянской семье 29 мая 1935 года в селе Чобручи Тираспольского района Молдавской АССР, СССР (ныне Слободзейский район, ПМР, Республика Молдова). Молдаванин.
Отец – Андрей Иванович Барбалат (1904 — 1992) — участник Великой Отечественной войны (1941—1945 гг.). Награжден медалями: «За боевые заслуги» (2), «За освобождение Варшавы», «За взятие Кенигсберга», «За взятие Берлина», «За победу над Германией в Великой Отечественной войне 1941—1945 гг.». В 1985 году награждён Орденом Отечественной войны II-й степени. Был председателем колхоза, сельсовета, начальником почты. Мать — Надежда Фомовна Барбалат (1904 — 1969) — домохозяйка.

## Образование
Павел Барбалат получил восьмилетнее образование в школе села Чобручи, а в 1953 году окончил Слободзейскую среднюю школу и поступил в Кишинёвский государственный университет, где в 1958 году окончил филологический факультет по специальности молдавский язык и литература. В 1964 году он заочно окончил юридический факультет того же университета, а позже — Московскую высшую партийную школу.

## Профессиональная деятельность
- 1958—1962 — Консультант юридического отдела Верховного Совета МССР
- 1962—1966 — Судья и председатель Октябрьского районного суда города Кишинева
- 1966—1971 — Судья Верховного суда Молдавской ССР
- 1971—1989 — Заведующий отделом, начальник управления, заместитель министра юстиции Молдавской ССР
- 1978—2004 — Преподаватель римского, уголовно-процессуального и конституционного права в Кишиневском Государственном Университете и в Европейском Университете Молдовы[2][9][10]
- 1989—1995 — Председатель Верховного суда Республики Молдова
- 7 февраля 1995—22 февраля 1995 — Судья Конституционного cуда Республики Молдова
- 23 февраля 1995—23 февраля 2001 — Председатель Конституционного cуда Республики Молдова[7]

13 декабря 1994 года Парламент Республики Молдова принял Закон о Конституционном суде, который президент Республики Молдова промульгировал 25 января 1995 года. 23 февраля 1995 года Павел Барбалат был избран его первым председателем.
За время председательства Павла Барбалата было признано неконституционными полностью или частично 53 закона, 17 постановлений Парламента, одна статья Регламента Парламента, 8 указов Президента Республики Молдова, 43 постановления Правительства, всего 122 акта. Также за этот период Конституционный суд подтвердил результаты президентских и парламентских выборов, республиканского консультативного референдума от 23 мая 1999 года, признал избранными в качестве депутатов парламента 27 кандидатов.
Среди резонансных постановлений первого состава Конституционного суда было постановление от 4 апреля 1996 года «О контроле конституционности Указа Президента Республики Молдова № 68 от 15 марта 1996 года», которым (указом) Павел Крянгэ был отстранен от должности Министра обороны без представления Премьер-министра.
После анализа аргументов обращения и конституционных норм, касающихся полномочий Президента, Правительства и Парламента, Конституционный суд признал этот указ противоречащим Конституции, ссылаясь на его несоответствие принципам разделения и взаимодействия властей. Дело Крянгэ было включено Колумбийским университетом (США) в учебную программу по конституционному праву как пример беспристрастного соблюдения всех конституционных положений.
Также активную роль Конституционный Суд Республики Молдова сыграл в 2000 году в разногласиях между президентом страны и парламентом по поводу формы правления: полупрезидентская, президентская или парламентская, которые закончились принятием Парламентом 5 июля 2000 года закона О внесении изменений и дополнений в Конституцию, которым был установлен парламентский режим правления в стране. Согласно изменениям, внесенным в конституцию, парламент должен был избрать президента республики.
При председательстве Павла Барбалата Конституционный суд Республики Молдова получил международное признание. В 1997 году он стал членом Ассоциации конституционных судов франкоязычных стран и ассоциированным членом Европейской конференции конституционных судов. Суд также является членом Венецианской комиссии Совета Европы. В 1997 году представители Суда участвовали в визитах по инициативе конституционных судов Франции, Венгрии, США, Беларуси, Грузии и Армении, направленных на укрепление авторитета суда и Молдовы.
Павел Барбалат принимал участие в разработке проекта Конституции Республики Молдова, а также в создании национального законодательства о функционировании языков в стране.
Был соавтором «Энциклопедии Молдовы», учебника «Конституционное право стран зарубежья», монографий «Конституция Республики Молдова: комментарии к статьям» и «Постановления о толковании Конституции Республики Молдова». Также публиковался в юридических журналах и сборниках, в частности, является автором монографии «Акты гражданского состояния: брак, семья, закон» и статьи «Обеспечение принципов соблюдения прав и свобод человека при осуществлении конституционной юрисдикции», опубликованной в сборнике «Права человека в Республике Молдова».  

## Выборы Президента Республики Молдова (2000)
На выборах 2000 года политическая коалиция Альянс за демократию и реформы выдвинула и зарегистрировала кандидатуру Павла Барбалата на пост президента республики.
Это были первые выборы главы государства, прошедшие после внесения в 2000 году изменений в конституцию страны, в соответствии с которыми президент республики избирался посредством голосования депутатов парламента и действовавшие до 4 марта 2016 года.
Кандидатом от Партии коммунистов Республики Молдова пленум Центрального комитета ПКРМ выдвинул 24 ноября 2000 года председателя партии, руководителя парламентской фракции Владимира Воронина. П. Барбалат был поддержан лидерами остальных парламентских фракций (Д. Дьяков, М. Снегур, В. Матей, Ю. Рошка).
Первый тур голосования прошел 1 декабря. В голосовании приняли участие 100 депутатов из 101. Имело место прерывание процедуры голосования из-за нарушений принципа тайного голосования, допущенных представителями коммунистической фракции. В результате голосования Владимир Воронин набрал 48 голосов, а Павел Барбалат — 37 (15 бюллетеней были признаны недействительными). Результаты голосования не были утверждены депутатами, а впоследствии были аннулированы Конституционным судом из-за нарушения процедуры тайного голосования.
В состоявшемся в соответствии с рекомендациями Конституционного суда тайном голосовании 4 декабря приняли участие 98 депутатов из 101. Владимира Воронина поддержали 50 депутатов, Павла Барбалата – 35. Тринадцать бюллетеней были признаны недействительными. Итоги голосования были утверждены.
Во втором туре выборов приняли участие 99 депутатов. Воронин набрал 59 голосов.
П. Барбалат остался с той же электоральной поддержкой – 35 голосов. Пять бюллетеней были признаны недействительными.
Выборы 21 декабря не состоялись. Фракции М. Снегура, В. Матея, Д. Дьякова, как и фракция ХДНП, бойкотировали выборы, не явившись в зал заседаний. П. Барбалат не был предупрежден об этом решении, пришел на заседание [выборы] и сидел в зале в ожидании процедуры голосования вместе с коммунистами и независимыми депутатами.
Присутствовавшие депутаты не смогли начать заседание вследствие отсутствия кворума. В зале было представлено только 45 депутатов, при том, что минимальное число было равно 61.
Ни один из двух кандидатов на президентских выборах 2000 года не получил необходимое количество голосов для обеспечения общей победы после трех туров голосования. ДПМ, ХДНП и Молдавская партия демократических сил бойкотировали четвертый тур голосования 21 декабря 2000 года, тем самым позволив президенту распустить законодательный орган и назначить досрочные парламентские выборы.

## Союз юристов Республики Молдова
В октябре 1989 года был организован Союз юристов Молдавии, одним из первых вошедший в состав Союза юристов СССР, правопреемником которого является Международный союз юристов — единственная международная неправительственная организация на пространстве Содружества Независимых Государств, объединяющая союзы и ассоциации юристов государств – участников СНГ. П. Барбалат принимал участие в основании этой организации и впоследствии был избран её первым президентом.

## Семья
Жена — Зинаида Васильевна Барбалат (урожд. Иванович; 1934—2011) — окончила филологический факультет Кишиневского государственного университета (1958), занималась художественным переводом литературы с русского на молдавский язык, редактированием. Работала заместителем заведующего редакцией переводной художественной литературы издательства «Литература Артистикэ».
Сын — Евгений Павлович Барбалат (1955—2019). Окончил исторический (1978) и юридический (1986) факультеты Кишиневского государственного университета, Университет марксизма-ленинизма, г. Кишинев, факультет — политология (1988). Государственный советник I-го класса. Полковник полиции. За время прохождения службы в органах внутренних дел награжден 8 медалями.
Внуки:
- Надежда Евгеньевна Барбалат (род. 1982). Окончила юридический факультет Европейского Университета Молдовы (2004). Юрист II ранга. Награждена нагрудным знаком «Отличник прокуратуры». Прокурор в Прокуратуре по борьбе с Организованной Преступностью и Особым Делам[29]. Дети: Роман (род. 2001) и Анастасия (род. 2011)
- Владимир (род. 2003) и Елена (род. 2005)

## Смерть
Находясь на излечении по поводу третьего инфаркта миокарда в больнице ЛечСанУпра (Кишинев), П. А. Барбалат умер 11 апреля 2004 года.
14 апреля 2004 года первый председатель Конституционного Суда Республики Молдова и Кавалер Ордена Республики Павел Андреевич Барбалат с воинскими почестями был захоронен на центральной аллее Центрального (Армянского) кладбища города Кишинева.

## Память
В качестве признания заслуг, на здании конституционного суда в 2006 году была установлена мемориальная доска с барельефом П. Барбалата. Церемонию открытия памятной доски Павлу Барбалату в 2006 году возглавил президент Республики Владимир Воронин. В своем выступлении он подчеркнул значительный вклад Павла Барбалата в создание Конституционного суда Республики Молдова и утверждение его как единственного органа конституционной юрисдикции в стране. Воронин также отметил высокий профессионализм Павла Барбалата, проявленный им на протяжении всей карьеры юриста, филолога, педагога и ученого. В 2016 году мемориальную доску сняли с фасада здания в связи с сооружением пандуса для людей с ограниченными возможностями опорно-двигательного аппарата, пояснив, что «с эстетической и функциональной точки зрения расположение памятной доски в непосредственной близости от пандуса для инвалидов было бы совершенно нецелесообразным», и перенесли внутрь здания.
Его именем названа одна из улиц Кишинёва.

## Награды
- «Орден Республики» (1994)
- Почетное звание «Om Emerit» (2000)
- Звание почетного гражданина города Остин, столицы штата Техас (США)[9][12]

## Цитаты из выступлений и публикаций П. Барбалата
- «Суд не является органом борьбы с преступностью, как это пытаются утверждать некоторые журналисты и общественные деятели. Идея суда — это идея справедливости, обеспечивающей здоровье общественного и государственного организма путем неукоснительного соблюдения прав человека»[34]
- «Конституционный суд — инстанция, созданная в целях защиты правового государства и наделенная соответствующими полномочиями, организует свою деятельность в направлении соблюдения конституционных принципов, в числе которых важное место отводится принципу уважения прав и свобод человека»[35]
- «Наша миссия заключается в том, чтобы мы выносили решение беспристрастно и объективно. Судьи КС не должны исповедовать идеологию какой-либо партии или общественного движения»[18]
- Ответ на вопрос, может ли оказываться давление на КС со стороны властных структур: «Влияют на тех, кто готов этому давлению поддаться. На Западе на деятельность КС обращают гораздо меньше внимания. Просто все знают, что есть государственный орган, наделенный определенными функциями. Как он решит – так и будет правильно. А как у нас? Например, при обсуждении вопроса о конституционности двух статей о статусе Гагаузии кому-то не понравилась наша позиция, нас начали критиковать. Но решение есть решение. Оно не может быть отменено»[18]
- «Провозглашение прав и свобод само по себе еще не обеспечивает эффективную их защиту. Требуется проявление политической воли всех государственных органов и структур для того, чтобы права человека пользовались приоритетом в нашей стране»[35]
- «Все решения, заключения и постановления конституционного суда окончательны и никем не могут быть оспорены. Я также отмечаю, что все наши решения имеют эффект на будущее. К сожалению, я не могу категорически заявить, что все решения конституционного суда соблюдаются полностью и всеми»[8]
- «Граждане не являются субъектом обращения в конституционный суд, и здесь возникают серьезные проблемы. Я имею в виду, прежде всего, необходимость регулирования и строгого и конкретного отграничения конституционной юрисдикции от общей (обращения в судебных инстанциях, к которым конституционный суд не имеет никакого отношения). В другой ситуации возникнет большая опасность создания юрисдикционного хаоса и вмешательства конституционного суда в прерогативу судебной власти, что приведет к нарушению конституционных норм относительно разделения государственных властей»[8]
- «Новая судебная система в Молдове во многом приближается к соответствующим мировым стандартам, но необходимо еще, чтобы они начали функционировать, и тогда будет понятно, что представляет собой эта система»[8]
- «Мы не осуществляем правосудие, это миссия верховного суда, апелляционного суда, судов и трибуналов. Конституционный суд является органом конституционного надзора. Мы призваны обеспечить соблюдение положений конституции. На первом этапе нашей деятельности нас обвинили в попытке установить диктатуру конституционного суда. Я ответил, что мы хотим установить диктатуру закона, конституции, как это делается во всех развитых странах, в правовых государствах. Верховенство конституции обеспечивает стабильность в обществе»[17]
- «Вызывает обеспокоенность тенденция органов государственной власти ограничивать гарантии независимости судей. Именно поэтому Суд в своих решениях всегда подчеркивает, что судья не должен подчиняться другим органам государственной власти, какими бы они ни были и независимо от их иерархического положения в государстве»[17]
- «В государствах с развитой демократией основные законы принимаются на основе опыта эволюции общества на протяжении сотен лет. А мы молодое государство, и свою Конституцию мы разработали, заимствовав некоторые нормы из других стран. Соответствуют ли эти нормы специфике нашей нации или нет? Время покажет»[17]
- «Конституционные суды превращаются, если хотите, в уникальный международный орган, который подставляет плечо для защиты и утверждения гуманизма, демократии, прогресса, других высших ценностей для существования и развития общества»[17]
- «Решения Конституционного Суда являются окончательными, не подлежат обжалованию и вступают в силу с момента их принятия. Они имеют силу закона и не обладают обратной силой. Законы и другие нормативные акты или их отдельные положения, признанные неконституционными, утрачивают свою юридическую силу с момента принятия конституционным судом соответствующего решения и не могут быть применены в дальнейшем. Правовые последствия нормативного акта или нормы права, признанных неконституционными, устраняются органом, их принявшим»[11]
- «При рассмотрении представленных дел, независимо от их характера, будь то контроль конституционности законов и иных нормативных актов или толкование конституции, конституционный суд руководствуется общепризнанными принципами и нормами международного права, закрепленными в международных документах по правам человека, уделяя особое внимание защите конституционных прав и свобод граждан»[11]
- «Выборы — это не театральное представление, а конституционная норма[16]

## Видеоматериалы на YouTube
- TV РМ. Заседание Конституционного суда. 1996
- EDIȚIE SPECIALĂ. TB Молдовы о 5-летии со дня основания Конституционного суда Республики Молдовы. 2000
- Заседание Конституционного суда Республики Молдова. 2000
- Заседание Конституционного суда Республики Молдова. 2000.ч.2
- ТВ Молдовы о присвоении Председателю Конституционного Суда П. Барбалату звания "Om Emerit". 2000
- Празднование 65-летия Павла Барбалата в Конституционном суде РМ. 29 мая 2000
- П. Лучинский и Н. Тимофти поздравляют Павла Барбалата с 65-летием. 29 мая 2000
- Международный семинар представителей Конституционных судов стран Европы и СНГ. 2000
- Репортажи ТВ Молдовы о кончине и похоронах Павла Барбалата – основателя Конституционного суда РМ. 2004
- Дом Армии. Кишинев. 14 апреля 2004. Прощание с Павлом Барбалатом - основателем Конституционного суда РМ
- ТВ Молдовы о похоронах Павла Барбалата - основателя и первого Председателя КС РМ. 2004
- 10-летний юбилей Конституционного суда Республики Молдова. 2005. Репортаж TV-Moldova
- Открытие мемориальной доски первому Председателю Конституционного суда РМ Павлу Барбалату.19.10.2006